# Begençmuhammet Kulyýew
Begenchmuhammet Nuryagdyevitch Kuliyev (né le 4 avril 1977 à l'époque en RSS du Turkménistan, aujourd'hui au Turkménistan), est un footballeur international turkmène qui évoluait au poste de milieu de terrain.

## Biographie

### Carrière en club
Begençmuhammet Kulyýew joue au Turkménistan, au Kazakhstan, en Russie, et en Iran.

### Carrière en sélection
Begençmuhammet Kulyýew joue en équipe du Turkménistan entre 1997 et 2008.
Il participe avec cette équipe à la Coupe d'Asie des nations 2004 organisée en Chine. Lors de cette compétition, il joue trois matchs. Il inscrit deux buts, contre l'Arabie saoudite puis l'Irak.
Il dispute également les éliminatoires du mondial 1998, les éliminatoires du mondial 2002, et les éliminatoires du mondial 2006. Il inscrit six buts lors de ces éliminatoires.

## Palmarès
| Köpetdag Achgabat - Championnat du Turkménistan (1) : - Champion : 1998. - Vice-champion : 1996 et 2001. - Coupe du Turkménistan (2) : - Vainqueur : 1997 et 2001. |  | Nisa Achgabat - Championnat du Turkménistan : - Vice-champion : 2004. - Coupe du Turkménistan : - Finaliste : 2000. |

| Aboomoslem Mechhad - Coupe d'Iran : - Finaliste : 2005. |  | FK Achgabat - Championnat du Turkménistan (2) : - Champion : 2007 et 2008. - Supercoupe du Turkménistan (1) : - Vainqueur : 2007. - Finaliste : 2008. |